# Rokomet na Poletnih olimpijskih igrah 2004
Rokomet na Poletnih olimpijskih igrah 2004. Tekmovanja so potekala za moške in ženske reprezentance.

## Dobitniki medalj
| Kategorija | Zlato | Srebro | Bron |
| Moški      | HrvaškaIvano Balić Davor Dominiković Mirza Džomba Slavko Goluža Nikša Kaleb Blaženko Lacković Venio Losert Valter Matošević Petar Metličić Vlado Šola Denis Špoljarić Goran Šprem Igor Vori Vedran Zrnić                                            | NemčijaMarkus Baur Frank von Behren Mark Dragunski Henning Fritz Pascal Hens Jan Olaf Immel Torsten Jansen Florian Kehrmann Stefan Kretzschmar Klaus-Dieter Petersen Christian Ramota Christian Schwarzer Daniel Stephan Christian Zeitz Volker Zerbe | RusijaMihail Čipurin Aleksander Gorbatikov Vjačeslav Gorpišin Vitalij Ivanov Edvard Kokšarov Aleksej Kostigov Denis Krivošlikov Vasilij Kudinov Oleg Kulešov Andrej Lavrov Sergej Pogorelov Aleksej Rastvorcev Dimitrij Torgovanov Aleksander Tučkin        |
| Ženske     | DanskaLouise Nørgaard Rikke Skov Henriette Mikkelsen Mette Vestergaard Rikke Jørgensen Camilla Thomsen Karin Mortensen Lotte Kiærskou Trine Jensen Katrine Fruelund Rikke Schmidt Kristine Andersen Karen Brødsgaard Line Daugaard Josephine Touray | Južna KorejaOh Jong-Ran Voo Sun-Hee Huh Soon-Joung Lee Gong-Džoo Džang So-Hee Kim Hjun-Ok Kim Ča-Joun Oh Seong-Ok Huh Joung-Sook Moon Kjeong-Ha Lim O-Kjeong Lee Sang-Eun Mjoung Bok-Hee Čoi Im-Džeong Moon Pil-Hee                                   | UkrajinaNatalija Borisenko Gana Burmistrova Tetjana Šinkarenko Marina Vergeljuk Olena Jacenko Gana Sjukalo Olena Radčenko Olena Cigica Galina Markuševska Ljudmila Ševčenko Irina Hončarova Natalija Ljapina Anastazija Borodina Larisa Zaspa Oksana Rajhel |

## Medalje po državah
| Poz    | Država       | Zlato | Srebro | Bron | Skupaj |
| 1      | Danska       | 1     | 0      | 0    | 1      |
| 1      | Hrvaška      | 1     | 0      | 0    | 1      |
| 3      | Nemčija      | 0     | 1      | 0    | 1      |
| 3      | Južna Koreja | 0     | 1      | 0    | 1      |
| 5      | Ukrajina     | 0     | 0      | 1    | 1      |
| 5      | Rusija       | 0     | 0      | 1    | 1      |
| Skupaj | Skupaj       | 2     | 2      | 2    | 6      |